# Piast-dinasztia

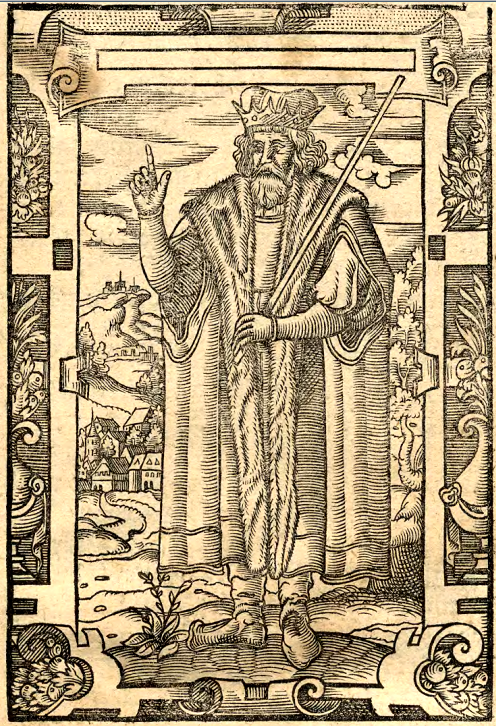
Piast a dinasztia alapító

A Piast-dinasztia lengyel uralkodóház volt, a független Lengyelország megteremtésétől (9. század) 1370-ig. A dinasztia ágai tovább uralkodtak Mazóvia hercegségben 1526-ig és Sziléziában 1675-ig.
A legendák szerint a dinasztia őse Piast volt. Nevét először Gallus Anonymus említi a napjainkban Lengyel krónika címmel emlegetett műben, amelyet 1113 körül írt. A 12. századi legenda szerint a 9. század második felében Gniezno fejedelmét, Popielt egy Piast nevű földműves fia, Siemowit követte a trónon, s ő alapította meg azt a dinasztiát, amely azután 1370-ig uralkodott Lengyelországban. A család a Piast nevet hivatalosan csak a 17. században kezdte el használni. Az első név szerint ismert Piast-fejedelem I. Mieszko (ur. 963 körül - 992), aki feltehetően a negyedik Piast-házi fejedelem volt, már eléggé fejlett, bár más területektől meglehetősen elzárt államot örökölt, amely a későbbi Nagy-Lengyelország (Wielko-polska), esetleg Mazóvia (Mazowsze) területét foglalta magába. Mieszko kapcsolatba lépett a tőle nyugatabbra fekvő európai államokkal és 996-ban felvette a (nyugati) kereszténységet. Hatalmát 990-ig kiterjesztette a Balti-tenger mentén fekvő Pomerániára (Pomorze), 992-ig pedig Sziléziára (Slask) és Kis-Lengyelországra is (Malopolska). Fia I. (Vitéz) Boleszláv (ur. 992-1025) folytatta a terjeszkedést, megerősítette a kormányzatot és az egyházszervezetet, majd röviddel halála előtt királlyá koronáztatta magát.
Az első király utódai - II. Mieszko (ur. 1025-1034) Veszprém (ur. 1031-1058), I. (Megújító) Kázmér (ur. 1034-1058), II. (Merész) Boleszláv (ur. 1058-1079), majd I. Ulászló (1079-1102), akik közül csak II. Mieszko és II. Boleszláv viselt rövid ideig királyi címet. A hanyatlás korszakát hozták: kezükből kicsúszott a központi hatalom, a helyi nemesség javára, továbbá számtalan háborúba keveredtek, amelyek területi veszteségekkel jártak. Ennek III. (Ferdeszájú) Boleszláv (ur. 1102-1138) vetett véget, miután 1107-ben elűzte bátyját és társuralkodóját, Zbigniewet, s 1125-ig visszaszerezte legalább az I. Mieszko uralkodása alatt Lengyelországhoz tartozó területeket. Azonban őt sem koronázták királlyá, és a nemzeti széthúzásnak sem tudta elejét venni, ezért a belviszálynak úgy akart gátat szabni, hogy országát felosztotta fiai között. A négy országrész - domierz - fejedelemsége mind a Piast-ház egy ágán belül öröklődött. Maguk között elsőnek kellett elismerniük a Krakkóban uralkodó nagylengyel fejedelmet, aki ilyenformán egyszersmind egy laza államszövetség feje is volt.
Ez a berendezkedés a gyakorlatban nem vált be, mivel tényleges főhatalommal csak egyetlen krakkói nagyfejedelem, II. (Igazságos) Kázmér (ur. 1177-1197) rendelkezett. A következő másfél évszázadban Lengyelország a szétesés szélére került az állandó belháborúk miatt, és a külföldi támadások következtében területe is egyre zsugorodott. A Piast-birtokok azonban a politikai megosztottság e zűrzavaros időszakában is megtartották egységes egyházszervezetüket, közös nyelvüket és gazdaságukat, amelyek alapján később az egyes fejedelmek a lengyel királyság újraegyesítésére törekedtek.
Az első ilyen kísérletek kudarcot vallottak, ám miután II. Vencel cseh király megszerezte Lengyelország területének kétharmadát, s rövid időre (1300-1305) Lengyelország királya is lett, fellángolt a nemzeti mozgalom, amelynek élére I. (Mazóviai) Konrád unokája, a későbbi I. (Kis) Ulászló (ur. 1320-1333) állt, a köznemesség és a papság támogatásával hamar megszerezte Krakkót és Sandomierzet, majd magyar és pápai segítséggel az egész Nagy-Lengyelországot is, és 1320-ban királlyá koronáztatta magát. Országát gyermekei ügyes kiházasításával erősítette meg, így téve szövetségesésé Litvániát és Magyarországot. (Az utóbbiban Ulászló lánya, Erzsébet lett I. Károly király felesége, Nagy Lajos anyja.)
Ulászló fia és örököse III. (Nagy) Kázmér (ur. 1333-1370) alatt tetőzött a Piastok hatalma, hogy azután el is enyésszen. Kázmér kiegyezett országa két legnagyobb ellenségével, a cseh királysággal és a Német Lovagrenddel. Átengedte nekik Sziléziát, illetve Pomerániát, 1349-ben viszont birtokba vette Mazóviát és elfoglalta Galíciát (Galicija). Fellendítette az ország gazdaságát, újjászervezte hadseregét és közigazgatását, törvényeket alkotott, s 1364-ben megalapította a Krakkói Egyetemet.
Halálával véget ért a Piast-ház uralma: miután fia nem született, trónját unokaöccsére, az 1342 óta Magyarországon uralkodó Nagy Lajosra hagyta, aki alatt a két ország 1382-ig perszonálunióban volt. Halála után egyik lánya, Hedvig (Jadwiga) lett Lengyelország királynője, aki 1386-ban férjhez ment Jagelló litván nagyfejedelemhez, aki II. Ulászló (ur. 1386-1434) néven új dinasztiát alapított Lengyelországban. A Piastok kisebb hercegi címeket örököltek az országban, a család utolsó ága 1675-ben halt ki.